# 黃承乾
黃承乾（1573年—？），字履謙，號羣玉、又号健庵，浙江嘉興府秀水縣籍蘇州衛人，祖籍江西新淦，明朝政治人物。

## 生平
萬曆二十八年（1600年）庚子順天府鄉試舉人，萬曆四十一年（1613年）癸丑科進士。授凤阳府推官，萬曆四十六年（1618年）充本省戊午科鄉試同考官，继充湖广鄉試同考官，补兵科给事中，未赴卒。

## 家庭
曾祖黃鶴年，贈中憲大夫安庆府知府；祖父黃錝，中憲大夫貴州按察司副使；父黃正色，官至福建按察司副使，前廣東巡按御史。母陶氏，封孺人。兄黄承玄，山東布政司參政。弟承昊、承鼎、承蒼。子金铉、金罍。